# Sassy
Sassy est une commune française située dans le département du Calvados en région Normandie, peuplée de 212 habitants.

## Géographie
| Maizières                 | Ernes              | Vendeuvre |
| Rouvres, Ouilly-le-Tesson | Sassy              | Vendeuvre |
| Olendon                   | Olendon, Perrières | Perrières |

### Hydrographie
La commune est située dans le bassin Seine-Normandie. Elle n'est drainée par aucun cours d'eau,.

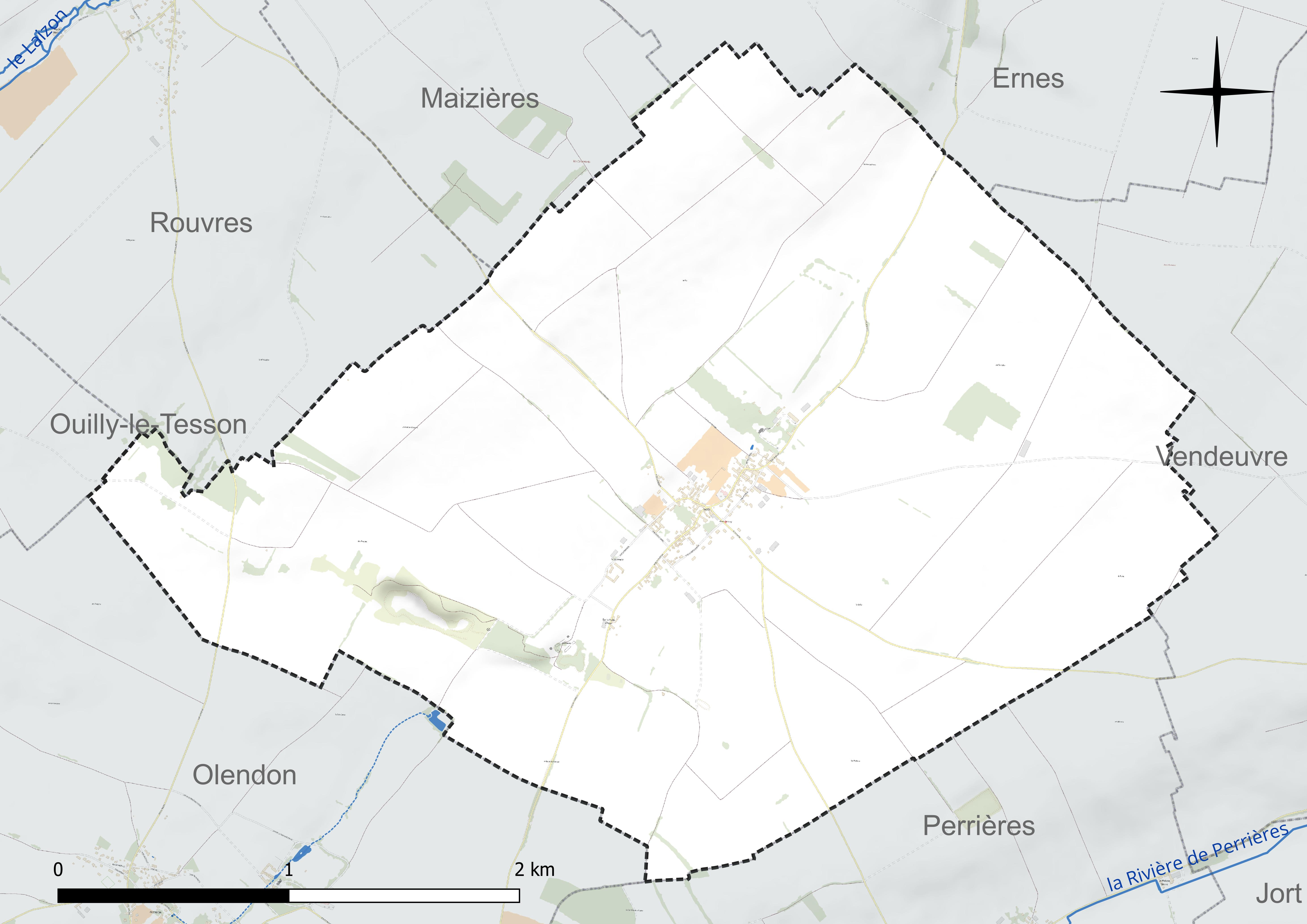
Réseau hydrographique de Sassy.

### Climat
Pour des articles plus généraux, voir Climat de la Normandie et Climat du Calvados.
En 2010, le climat de la commune est de type climat océanique altéré, selon une étude du CNRS s'appuyant sur une série de données couvrant la période 1971-2000. En 2020, Météo-France publie une typologie des climats de la France métropolitaine dans laquelle la commune est exposée à un climat océanique et est dans la région climatique Normandie (Cotentin, Orne), caractérisée par une pluviométrie relativement élevée (850 mm/a) et un été frais (15,5 °C) et venté. Parallèlement le GIEC normand, un groupe régional d'experts sur le climat, différencie quant à lui, dans une étude de 2020, trois grands types de climats pour la région Normandie, nuancés à une échelle plus fine par les facteurs géographiques locaux. La commune est, selon ce zonage, exposée à un « climat des plateaux abrités », correspondant à la plaine agricole de Caen à Falaise, sous le vent des collines de Normandie et proche de la mer, se caractérisant par une pluviométrie et des contraintes thermiques modérées.
Pour la période 1971-2000, la température annuelle moyenne est de 10,6 °C, avec une amplitude thermique annuelle de 12,8 °C. Le cumul annuel moyen de précipitations est de 687 mm, avec 11,5 jours de précipitations en janvier et 7,7 jours en juillet. Pour la période 1991-2020, la température moyenne annuelle observée sur la station météorologique la plus proche, située sur la commune de Damblainville à 8 km à vol d'oiseau, est de 11,6 °C et le cumul annuel moyen de précipitations est de 716,8 mm,. Pour l'avenir, les paramètres climatiques de la commune estimés pour 2050 selon différents scénarios d'émission de gaz à effet de serre sont consultables sur un site dédié publié par Météo-France en novembre 2022.

## Urbanisme

### Typologie
Au 1er janvier 2024, Sassy est catégorisée commune rurale à habitat dispersé, selon la nouvelle grille communale de densité à 7 niveaux définie par l'Insee en 2022. Elle est située hors unité urbaine. Par ailleurs la commune fait partie de l'aire d'attraction de Caen, dont elle est une commune de la couronne,. Cette aire, qui regroupe 296 communes, est catégorisée dans les aires de 200 000 à moins de 700 000 habitants,.

### Occupation des sols
L'occupation des sols de la commune, telle qu'elle ressort de la base de données européenne d'occupation biophysique des sols Corine Land Cover (CLC), est marquée par l'importance des territoires agricoles (96,2 % en 2018), une proportion sensiblement équivalente à celle de 1990 (96,6 %). La répartition détaillée en 2018 est la suivante : terres arables (91,4 %), zones agricoles hétérogènes (4,9 %), zones urbanisées (3,8 %). L'évolution de l'occupation des sols de la commune et de ses infrastructures peut être observée sur les différentes représentations cartographiques du territoire : la carte de Cassini (XVIIIe siècle), la carte d'état-major (1820-1866) et les cartes ou photos aériennes de l'IGN pour la période actuelle (1950 à aujourd'hui).

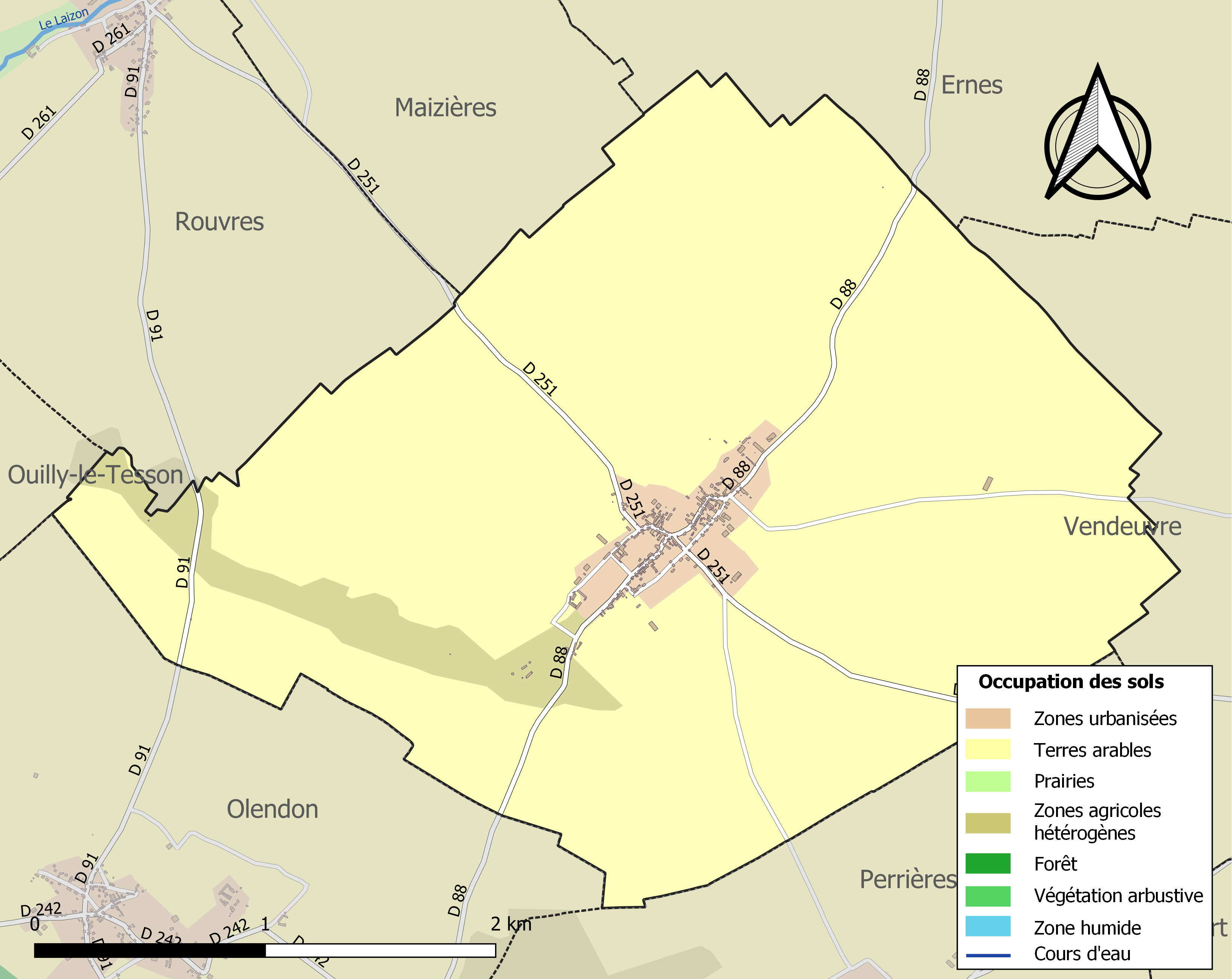
Carte des infrastructures et de l'occupation des sols de la commune en 2018 (CLC).

## Toponymie
Le nom de la localité est attesté sous les formes Sacie en 1155, Saceium vers 1230 et Sacy en 1793.
Le toponyme est issu d'un anthroponyme latin ou roman tel que Saccius, Sassius ou Sattius,.

## Politique et administration
| Période                                  | Période      | Identité            | Étiquette | Qualité                           |
| ---------------------------------------- | ------------ | ------------------- | --------- | --------------------------------- |
| 1959                                     | juin 1995    | André Barbot        | SE        | Agriculteur                       |
| juin 1995                                | mars 2008    | Bernard Levavasseur | DVD       | Agriculteur                       |
| mars 2008                                | mars 2014    | Gilles Trempu       | SE        | Cadre de la sidérurgie (retraité) |
| mars 2014                                | juillet 2020 | Doriane Le Monze    | SE        |                                   |
| juillet 2020                             | En cours     | Dominique Varin     | SE        | Agriculteur                       |
| Les données manquantes sont à compléter. |              |                     |           |                                   |

Le conseil municipal est composé de onze membres dont le maire et deux adjoints.

## Démographie
L'évolution du nombre d'habitants est connue à travers les recensements de la population effectués dans la commune depuis 1793. Pour les communes de moins de 10 000 habitants, une enquête de recensement portant sur toute la population est réalisée tous les cinq ans, les populations de référence des années intermédiaires étant quant à elles estimées par interpolation ou extrapolation. Pour la commune, le premier recensement exhaustif entrant dans le cadre du nouveau dispositif a été réalisé en 2008.
En 2022, la commune comptait 212 habitants, en stagnation par rapport à 2016 (Calvados : +1,58 %, France hors Mayotte : +2,11 %).
Au premier recensement républicain, en 1793, Sassy comptait 564 habitants, population jamais atteinte depuis.
| 1793 | 1800 | 1806 | 1821 | 1831 | 1836 | 1841 | 1846 | 1851 |
| ---- | ---- | ---- | ---- | ---- | ---- | ---- | ---- | ---- |
| 564  | 490  | 491  | 506  | 508  | 466  | 439  | 428  | 424  |

| 1856 | 1861 | 1866 | 1872 | 1876 | 1881 | 1886 | 1891 | 1896 |
| ---- | ---- | ---- | ---- | ---- | ---- | ---- | ---- | ---- |
| 423  | 415  | 382  | 403  | 374  | 404  | 403  | 402  | 403  |

| 1901 | 1906 | 1911 | 1921 | 1926 | 1931 | 1936 | 1946 | 1954 |
| ---- | ---- | ---- | ---- | ---- | ---- | ---- | ---- | ---- |
| 408  | 406  | 413  | 350  | 295  | 270  | 267  | 258  | 256  |

| 1962 | 1968 | 1975 | 1982 | 1990 | 1999 | 2006 | 2008 | 2013 |
| ---- | ---- | ---- | ---- | ---- | ---- | ---- | ---- | ---- |
| 233  | 248  | 219  | 213  | 194  | 184  | 189  | 190  | 208  |

| 2018 | 2022 | - | - | - | - | - | - | - |
| ---- | ---- | - | - | - | - | - | - | - |
| 206  | 212  | - | - | - | - | - | - | - |

## Culture locale et patrimoine

### Lieux et monuments

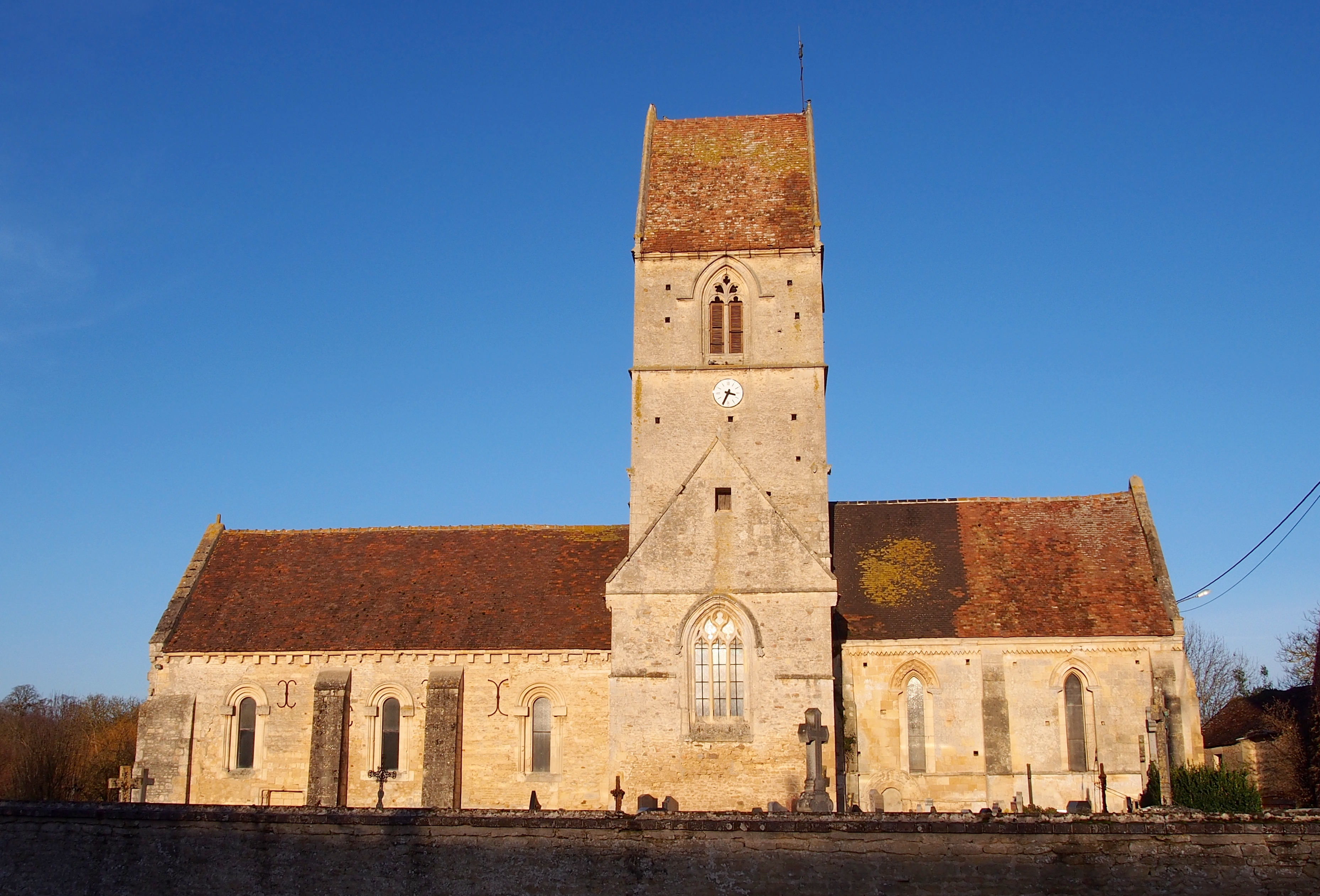
L'église Saint-Gervais-et-Saint-Protais.

- Église Saint-Gervais-et-Saint-Protais des XIIe, XIIIe, XVe et XVIIe siècles, inscrite au titre des monuments historiques par arrêté du 19 septembre 1928[26]. La plaque funéraire de Nicolas de Vauquelin, du XVIIe siècle, est classée au titre objet[27].
- Manoir du Châtelet, du XVIIe siècle, dont le colombier et le portail sont classés au titre des monuments historiques par arrêté du 20 mai 1932 et les murs à la suite du portail et les pavillons d'entrée sont inscrits par arrêté du 4 octobre 1932[28].
- Manoir de la Varende, du XVIIe siècle.

### Héraldique
| Blason de Sassy | Blason  | Tiercé en pairle renversé : au 1er de sinople au colombier d'or ouvert et maçonné de sable, au 2e de gueules à deux léopards d'or armés et lampassés d'azur l'un au-dessus l'autre, au 3e d'argent à trois fasces ondées d'azur et au trèfle de sinople brochant.                                                                                         |
| Blason de Sassy | Détails | Sont évoqués sur ce blason : la Normandie par les léopards, le colombier classé du XVIIe siècle, la rivière souterraine par les fasces ondées, la culture du trèfle incarnat en 1840 et le Mexique par les champs de sinople et de gueules (l'aviateur mexicain Luis Pérez Gómez est inhumé dans le cimetière de la commune). Adopté le 26 décembre 2017. |